# Wilhelm Hieronymus Pachelbel
Wilhelm Hieronymus Pachelbel, född (döpt 29 augusti) 1685 i Erfurt, död (begraven den 6 juni) 1764, var en tysk organist och kompositör. Han var son till Johann Pachelbel. 

## Biografi
Wilhelm Hieronymus Pachelbel föddes 1685 i Erfurt. Han var son till Johann Pachelbel. Pachelbel var organist vid Sankt Jacobs kyrka i Nürnberg och komponerade fugor för orgel och klaver.